# James Hinchcliffe
James Douglas Meredith Hinchcliffe (Oakville, 5 dicembre 1986) è un pilota automobilistico canadese.